# Ptychopyxis costata
Ptychopyxis costata är en törelväxtart som beskrevs av Friedrich Anton Wilhelm Miquel. Ptychopyxis costata ingår i släktet Ptychopyxis och familjen törelväxter.

## Underarter
Arten delas in i följande underarter:
- P. c. costata
- P. c. oblanceolata